# Unterauersbach
Unterauersbach là một đô thị thuộc huyện Feldbach trong bang Steiermark, nước Áo. Đô thị Unterauersbach có diện tích 7,89 km², dân số cuối năm 2005 là 330 người.